# Saccharina complanata
Espèce
Synonymes
Laminaria complanata (Setch. & N.L. Gardner) Setch., 1917
Saccharina complanata est une espèce d'algues brunes de la famille des Laminariaceae.  

### Saccharina complanata
- (en) AlgaeBase : espèce Saccharina complanata (Setchell & N.L.Gardner) Gabrielson, Lindstrom & O'Kelly (consulté le 10 novembre 2012)
- (en) WoRMS : espèce Saccharina complanata (Setchell & N.L.Gardner) Gabrielson, Lindstrom & O'Kelly, 2012 (consulté le 10 novembre 2012)

### Laminaria complanata
- (en) AlgaeBase : espèce Laminaria complanata (Setchell et N.L.Gardner) Muenscher Non valide (consulté le 10 novembre 2012)
- (en) Catalogue of Life : Laminaria complanata (Setchell & N.L. Gardner) Setchell (consulté le 10 novembre 2012)
- (fr) SeaLifeBase : espèce Laminaria complanata (+ noms communs) (consulté le 10 novembre 2012)
- (en) WoRMS : espèce Laminaria complanata (Setchell & N.L.Gardner) Muenscher, 1917 Non valide (consulté le 10 novembre 2012)